# Franciszek Otto (książę Lüneburga)
Franciszek Otto (ur. 20 czerwca 1530, zm. 29 kwietnia 1559 w Celle) – książę Lüneburga-Celle od 1546 roku z dynastii Welfów.

## Życiorys
Ernest był najstarszym synem księcia lüneburskiego Ernesta I Wyznawcy oraz Zofii, córki księcia Meklemburgii-Schwerin Henryka V Zgodnego.
W chwili śmierci ojca był nieletni; zgodnie z jego wolą regencja miała być powierzona stanom księstwa. Te jedna, z uwagi na złą sytuację księstwa odmówiły, podobnie stryjowie młodego księcia. W tej sytuacji cesarz Karol V Habsburg wyznaczył na regentów arcybiskupa Kolonii Adolfa III i jego brata hrabiego Schauenburga Ottona IV. Fakt, iż obaj byli katolikami został powitany niechętnie w protestanckim księstwie. Regenci oddali jednak faktyczny zarząd księstwem w ręce rezydującej w Celle miejscowej rady, złożonej z kilku urzędników (w ważniejszych sprawach musieli oni uzyskiwać zgodę stanów oraz akceptację regentów).
Poślubił Elżbietę Magdalenę, córkę elektora brandenburskiego Joachima II Hektora. Wkrótce jednak zmarł na ospę, a małżeństwo pozostało bezdzietne.